# Ледун-Ліський автономний повіт
18°39′01″ пн. ш. 109°02′57″ сх. д. / 18.650277777778° пн. ш. 109.04916666667° сх. д.
Ледун-Ліський автономний повіт (кит. 乐东黎族自治县, пін. Lèdōng Lízú Zìzhìxiàn) — один із повітів КНР у складі провінції Хайнань. Адміністративний центр — містечко Баою.

## Географія
Ледун-Ліський автономний повіт у середньому лежить на висоті близько 160 метрів над рівнем моря у західній частині острова Хайнань.

### Клімат
Повіт знаходиться у зоні, котра характеризується саванним  кліматом. Найтепліший місяць — червень із середньою температурою 27,9 °C. Найхолодніший місяць — січень, із середньою температурою 20,2 °С.
| Клімат повіту Ледун-Лі                             | Клімат повіту Ледун-Лі | Клімат повіту Ледун-Лі | Клімат повіту Ледун-Лі | Клімат повіту Ледун-Лі | Клімат повіту Ледун-Лі | Клімат повіту Ледун-Лі | Клімат повіту Ледун-Лі | Клімат повіту Ледун-Лі | Клімат повіту Ледун-Лі | Клімат повіту Ледун-Лі | Клімат повіту Ледун-Лі | Клімат повіту Ледун-Лі | Клімат повіту Ледун-Лі |
| Показник                                           | Січ.                   | Лют.                   | Бер.                   | Квіт.                  | Трав.                  | Черв.                  | Лип.                   | Серп.                  | Вер.                   | Жовт.                  | Лист.                  | Груд.                  | Рік                    |
| Середній максимум, °C                              | 26,5                   | 27,8                   | 30,2                   | 32,5                   | 33,5                   | 33                     | 32,6                   | 32,2                   | 31,9                   | 30,8                   | 29,1                   | 26,5                   | 30,6                   |
| Середня температура, °C                            | 20,2                   | 21,3                   | 23,7                   | 26,2                   | 27,6                   | 27,9                   | 27,6                   | 27,1                   | 26,6                   | 25,3                   | 23,5                   | 20,9                   | 24,8                   |
| Середній мінімум, °C                               | 16,1                   | 17,1                   | 19,5                   | 22                     | 23,8                   | 24,6                   | 24,4                   | 24,2                   | 23,5                   | 21,9                   | 19,8                   | 17,2                   | 21,2                   |
| Норма опадів, мм                                   | 10.6                   | 17.6                   | 27.1                   | 77.1                   | 162.4                  | 242.7                  | 294.5                  | 331                    | 256.1                  | 149.6                  | 63.1                   | 20.4                   | 1652.2                 |
| Вологість повітря, %                               | 76                     | 77                     | 77                     | 77                     | 79                     | 82                     | 83                     | 86                     | 85                     | 80                     | 77                     | 75                     | 80                     |
| -------------------------------------------------- | ---------------------- | ---------------------- | ---------------------- | ---------------------- | ---------------------- | ---------------------- | ---------------------- | ---------------------- | ---------------------- | ---------------------- | ---------------------- | ---------------------- | ---------------------- |
| Джерело: Дані метеостанції №59940 (КНР, 1991-2020) |                        |                        |                        |                        |                        |                        |                        |                        |                        |                        |                        |                        |                        |